# Finlandia Ajo
Groupe I
La Finlandia Ajo (Grand Prix de Finlande en français) est une course hippique de trot attelé se déroulant au mois de mai (en avril avant 2014) sur l'hippodrome de Vermo à Espoo, ville de la banlieue d'Helsinki, en Finlande.
C'est une course internationale de Groupe I réservée aux chevaux de 4 ans et plus. C'était une étape du Grand Circuit européen de trot.
Elle se court sur la distance de 1 620 mètres depuis 2020, 1 609 mètres (1 mille) précédemment, départ à l'autostart et l'allocation s'élève à 190 000 €, dont 100 000 € pour le vainqueur. L'épreuve est créée en 1980.

## Palmarès
| Année | Vainqueur          | S/A  | Pays       | Père            | Driver               | Deuxième         | Troisième          | Réd.km |
| ----- | ------------------ | ---- | ---------- | --------------- | -------------------- | ---------------- | ------------------ | ------ |
| 2025  | Mellby Jinx        | H.7  | Suède      | Ready Cash      | Daniel Wäjersten     | Betting Pacer    | Decision Maker     | 1'09"9 |
| 2024  | Stoletheshow       | M.9  | Norvège    | Dream Vacation  | Magnus A. Djuse      | Catullo Jet      | Hail Mary          | 1'10"4 |
| 2023  | Stoletheshow       | M.8  | Norvège    | Dream Vacation  | Magnus A. Djuse      | Bengurion Jet    | Global Withdrawl   | 1'10"6 |
| 2022  | Cokstile           | M.9  | États-Unis | Quite Easy      | Christoffer Eriksson | Stoletheshow     | Gareth Boko        | 1'09"6 |
| 2021  | Hickothepooh       | H.9  | Norvège    | Triton Sund     | Vidar Hop            | Next Direction   | Vernissage Grif    | 1'09"9 |
| 2020  | Zarenne Fas        | M.5  | Italie     | Varenne         | Santtu Raitala       | Double Exposure  | Le Gros Bill       | 1'09"9 |
| 2019  | Readly Express     | M.7  | Suède      | Ready Cash      | Björn Goop           | Next Direction   | Chief Orlando      | 1'10"5 |
| 2018  | Pastore Bob        | H.5  | Suède      | From Above      | Johann Untersteiner  | Peace of Mind    | Billie de Montfort | 1'11"  |
| 2017  | D.D'S Hitman       | M.6  | États-Unis | Donato Hanover  | Ulf Ohlsson          | Twister Bi       | Elian Web          | 1'09"8 |
| 2016  | Tycoon Conway Hall | M.5  | États-Unis | Muscle Hill     | Örjan Kihlström      | Anna Mix         | Nothing But Class  | 1'10"2 |
| 2015  | Bret Boko          | H.7  | Finlande   | Yankee Glide    | Ari Moilanen         | Vincennes        | Univers de Pan     | 1'12"2 |
| 2014  | Univers de Pan     | M.6  | France     | Kenya du Pont   | Philippe Daugeard    | Oasis Bi         | Prussia            | 1'10"7 |
| 2013  | Nesta Effe         | M.6  | Italie     | Naglo           | Roberto Vecchione    | Brad de Veluwe   | Mr Picolit         | 1'10"9 |
| 2012  | Sebastian K.       | M.6  | Suède      | Korean          | Björn Goop           | Rakas            | Leben RL           | 1'11"  |
| 2011  | Commander Crowe    | H.8  | Suède      | Juliano Star    | Jean-Michel Bazire   | Zorro Photo      | Rodrigo Jet        | 1'13"7 |
| 2010  | Quarcio du Chene   | M.5  | France     | Capriccio       | Björn Goop           | Brioni           | Premiere Steed     | 1'10"6 |
| 2009  | Igor Font          | M.5  | Italie     | Andover Hall    | Jean-Michel Bazire   | Lönshults Danne  | Camilla Highness   | 1'11"8 |
| 2008  | Oiseau de Feux     | M.6  | France     | Biesolo         | Jean-Michel Bazire   | Simb Chaplin     | Jaded              | 1'11"3 |
| 2007  | Opal Viking        | M.7  | Suède      | Turnpike Taylor | Jorma Kontio         | Mr Nice Guy      | Magnificent Rodney | 1'10"8 |
| 2006  | Hot Shot Knick     | M.8  | Suède      | J.R.Broline     | Tomas Uhrberg        | Justice Hall     | Kool du Caux       | 1'11"5 |
| 2005  | Kart de Baudrairie | H.7  | France     | Bridge          | Jean-Michel Bazire   | Classico Merett  | Likable River      | 1'12"2 |
| 2004  | Rotation           | M.5  | États-Unis | Balanced Image  | Stig Johansson       | Pickaflick       | Classico Merett    | 1'12"5 |
| 2003  | Kiwi               | M.5  | France     | Coktail Jet     | Jos Verbeeck         | Lass Zefyr       | Chattscha          | 1'12"  |
| 2002  | H.P.Paque          | M.5  | États-Unis | Tabor Lobell    | Trond Smedshammer    | Abano As         | Buckaroo K.        | 1'11"7 |
| 2001  | BWT Magic          | M.5  | Finlande   | Lançon          | Ahti Antti-Roiko     | Not A Spacecase  | Jackhammer         | 1'11"2 |
| 2000  | Giesolo de Lou     | H.6  | France     | Biesolo         | Jean-Étienne Dubois  | Elitloppa        | Baron Pepper       | 1'11"2 |
| 1999  | Giesolo de Lou     | H.5  | France     | Biesolo         | Pierre Vercruysse    | Zoogin           | Goodtimes          | 1'11"6 |
| 1998  | Dryade des Bois    | F.7  | France     | Off Gy          | Jos Verbeeck         | Zoogin           | Rite On Line       | 1'12"5 |
| 1997  | Zoogin             | H.7  | Suède      | Zoot Suit       | Åke Svanstedt        | Village Beretta  | Isla J Brave       | 1'12"1 |
| 1996  | Isla J Brave       | H.6  | Finlande   | Choctaw Brave   | Aki Antti-Roiko      | Shan Rags        | Joseph Dahlia      | 1'12"5 |
| 1995  | SJ's Photo         | M.5  | États-Unis | Photo Maker     | David Wade           | Houston Laukko   | Rialto Guy         | 1'13"3 |
| 1994  | Copiad             | M.5  | Suède      | Texas           | E.Bergløf            | Furman           | Houston Laukko     | 1'12"5 |
| 1993  | Born Quick         | M.6  | Finlande   | Quick Pay       | Antti Teivainen      | Houston Laukko   | Otto-Mani          | 1'12"1 |
| 1992  | Otto-Mani          | H.5  | Finlande   | Gus Lobell      | Tommy Hanné          | Newstime Star    | Kit Lobell         | 1'13"7 |
| 1991  | Atas Fighter L     | M.6  | Suède      | Quick Pay       | Torbjörn Jansson     | Shogun Lobell    | Slybowl Hanover    | 1'13"5 |
| 1990  | Florida Jewel      | H.6  | États-Unis | Crysta's Crown  | William Fahy         | Friendly Face    | Piper Cub          | 1'13"3 |
| 1989  | Napoletano         | M.5  | États-Unis | Super Bowl      | Stig H. Johansson    | Friendly Face    | Express Ride       | 1'12"9 |
| 1988  | Napoletano         | M.4  | États-Unis | Super Bowl      | Stig H. Johansson    | Friendly Face    | Clear to Fly       | 1'14"1 |
| 1987  | Grades Singing     | F.5  | États-Unis | Texas           | Olle Goop            | Emile            | Whip It Wood       | 1'14"1 |
| 1986  | Davidia Hanover    | F.4  | États-Unis | Super Bowl      | Jorma Kontio         | Emile            | Callit             | 1'14"7 |
| 1985  | Keystone Patton    | M.7  | États-Unis | Balanced Image  | Jorma Kontio         | Einarsin         | Minou du Donjon    | 1'14"1 |
| 1984  | Shane T. Hanover   | M.4  | États-Unis | Florida Pro     | Per Henriksen        | Glenn Kosmos     | Micado C.          | 1'14"9 |
| 1983  | Speedy Magnus      | M.6  | Suède      | Speedy Spin     | Olle Goop            | Snack Bar        | Leander Blue Chip  | 1'13"2 |
| 1982  | Dartster F.        | M.6  | Suède      | Dartmouth       | Olle Hedin           | Idéal du Gazeau  | Ianthin            | 1'13"9 |
| 1981  | Idéal du Gazeau    | M.7  | France     | Alexis III      | Eugène Lefèvre       | Keystone Patriot | Victorious Speed   | 1'14"3 |
| 1980  | Éjakval            | M.10 | France     | Kerjacques      | Jean-Claude David    | Express Gaxe     | Barbo Assassin     | 1'15"6 |